# Kirchenpaueria halecioides
Kirchenpaueria halecioides är en nässeldjursart som först beskrevs av Joshua Alder 1859.  Kirchenpaueria halecioides ingår i släktet Kirchenpaueria och familjen Kirchenpaueriidae. Inga underarter finns listade i Catalogue of Life.